# The Bubble Factory
 (décembre 2023).
The Bubble Factory est une société de production cinématographique indépendante fondée par l'ancien président/COO de MCA Inc. Sid Sheinberg avec ses fils, Jon et Bill. La société a été créée après le rachat de MCA par Seagram en juin 1995. The Bubble Factory a été financée par Seagram et a produit des films destinés à être diffusés par Universal, avec des budgets compris entre 30 et 50 millions de dollars. Sheinberg, cependant, pourrait amener un film dans un autre studio si Universal était adopté.
En juin 1997, The Bubble Factory et Universal ont mis fin à leur partenariat, en raison du box-office décevant de la production du premier. Les Sheinberg ont ensuite relancé The Bubble Factory en tant qu'opération indépendante.
Le nom de l'entreprise proviendrait de l'épouse de Sid Sheinberg, Lorraine Gary. Lorsqu'un journaliste est venu interviewer Sid, Gary a répondu que son mari était dans leur jardin avec leurs petits-enfants en train de faire des bulles.

## Cinéma

### Années 1990
- Flipper (1996)
- Les Aventures de l'escamoteur (The Pest, 1997)
- C'est ça l'amour (That Old Feeling, 1997)
- McHale's Navy (1997)
- La Guerre des fées (A Simple Wish, 1997)
- Les Sexton se mettent au vert (For Richer or Poorer, 1997)
- Dunce's Diner (1998)
- Sacré Slappy (Slappy and the Stinkers, 1998)

### Années 2000
- Playing Mona Lisa (2000)
- Mort d'un commis voyageur (Death of a Salesman, 2001)
- Bad Girls from Valley High (2005)
- Made in Brooklyn (2007)
- The Devil's Tomb (2009)

### Années 2010
- Creature (2011)
- What Lola Wants (2015)
- Chapter & Verse (2017)
- Half Magic (2018)